# Гармашев, Александр Фомич
Александр Фомич Гармашев (1907—1973) — советский государственный деятель, организатор производства.

## Биография
Родился в 1907 году на станции Дебальцево (ныне Донецкая область, Украина) в семье рабочего-котельщика.
В 1919 году, когда его отец был убит белогвардейцами в числе семидесяти трех шахтёров шахты «Провиданс», 12-летний Александру пришлось оставить школу и пойти работать на шахту.
В 1927 году был командирован на рабфак и в 1935 году окончил Ленинградский индустриальный институт по специальности инженер-металлург. Был направлен на Мариупольский металлургический завод имени Ильича, назначен мастером в сортопрокатный цех и за три года прошёл путь до начальника цеха № 8.
8 июня 1938 года А. Ф. Гармашев, которому на тот момент был 31 год, был назначен директором завода. В 1938—1949 годах — директор Мариупольского металлургического завода имени Ильича. В 1939 году был избран делегатом XVΙΙΙ съезда ВКП(б).

### Великая Отечественная война
С началом войны и приближением фронта к Донбассу организовал эвакуацию оборудования завода в восточные районы страны.
В 1942—1943 годах работал: в Сталинграде директором завода № 264, в Горьком — главным инженером завода № 112, в Нижнем Тагиле — заместителем директора эвакуированого туда завода № 183.
Уже 11 сентября 1943 года, через день после изгнания немецко-фашистских оккупантов из Мариуполя, прибыл в город и приступил к организации восстановления производства на месте руин своего завода. Первую сталь завод дал уже 10 октября, и к концу 1943 года было выплавлено 25 тысяч тонн стали, более тысячи тонн проката, изготовлено 1380 автодеталей, произведён ремонт двадцати танков.
В 1944 году по итогам соцсоревнования заводу было присуждено Переходящее Красное Знамя ГКО. За годы войны более 500 работников завода были награждены орденами и медалями.

### После войны
После войны руководит заводом, при нём на заводе была внедрена технология автоматической электросварки труб, что позволило в короткие сроки изготовить трубы для газопровода Дашава — Киев;
В 1950 году был назначен директором Ижорского завода в Ленинградской области, но уже через год — в 1951 году назначен директором строящегося на Енисее в пятидесяти километрах от Красноярска комбината № 815 — подземного комплекса по производству оружейного плутония. Был его директором во время строительства до 1953 года, при нём строился и жилой поселок — будущий город Железногорск.
В 1953—1956 годах занимал пост директора Брянского паровозостроительного завода. Кандидат технических наук. В 1956 году был назначен Председателем только что созданного Комитета по делам изобретений при Совете Министров СССР, где работал до 1961 года, первый его председатель.
Депутат ВС СССР 4 созыва(1954—1958).
Умер 5 марта 1973 года.

## Труды
- Гармашев А. — Изобретательство в СССР / А. Гармашев — М. : Госполитиздат, 1957. — 147 с.
- Изобретательство и рационализация в СССР / под ред. А. Ф. Гармашева. — М.: Профиздат, 1962. — 336 с.

## Награды и премии
- Сталинская премия третьей степени (1948) — за коренное усовершенствование технологии производства котлов железнодорожных цистерн
- Сталинская премия третьей степени (1949) — за разработку и внедрение в промышленность новой марки высокопрочной свариваемой стали
- два ордена Ленина (1947)
- орден Красной Звезды — за умелую организацию работ по восстановлению танков и другой бронетехники
- медаль «За оборону Сталинграда».

## Интересные факты
- В 1930-е годы, во время работы в Мариуполе на заводе имени Ильича, являлся активным и успешным игроком заводской команды «Сталь». По словам ветерана завода Игоря Семеновича Смыка в то время ходила байка, что «полузащитнику Гармашеву разрешают бить мяч только левой ногой, потому что, если он ударит правой, то может убить подвернувшегося под мяч футболиста противника…».
- В 1940 годах как директор завода участвовал во многих совещаниях проводимых АБТУ КА по вопросу изготовления башен и корпуса танка Т-34, имел непосредственное отношение к принятию решений по этому вопросу[1].